# آل امبابك (لودر)

تعديل مصدري - تعديل

آل امبابك هي إحدى قرى عزلة زارة بمديرية لودر التابعة لمحافظة أبين، بلغ تعداد سكانها 61 نسمة حسب تعداد اليمن لعام 2004.